# St. Sebastian (Stetten)

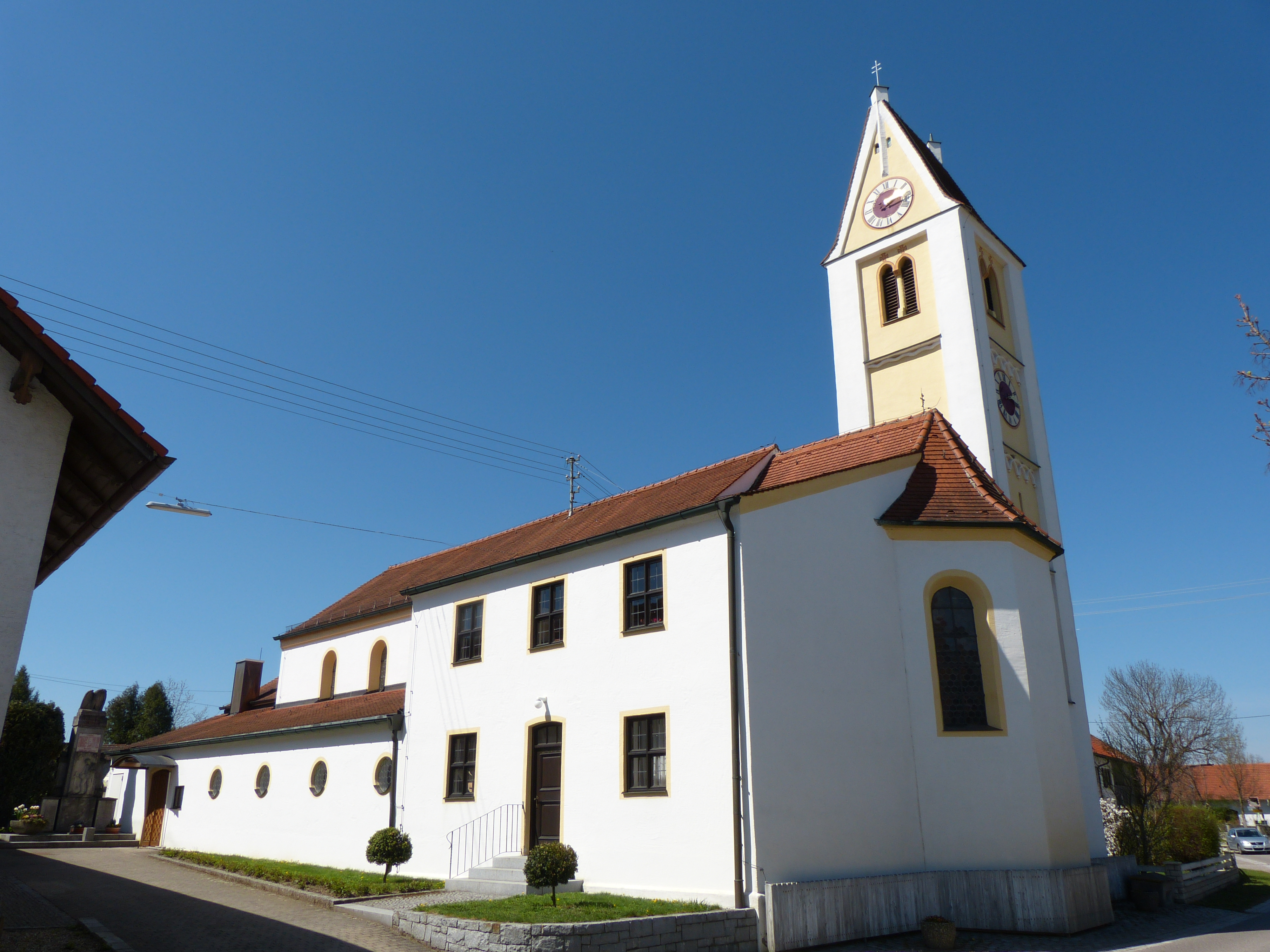
St. Sebastian, Stetten

Die römisch-katholische Expositurkirche St. Sebastian befindet sich in Stetten im Landkreis Unterallgäu (Bayern). Das denkmalgeschützte Kirchengebäude wurde wesentlich im 17. oder 18. Jahrhundert errichtet. Die Kirche trägt das Patrozinium des heiligen Sebastian, dessen Gedenktag der 20. Januar ist.

## Geschichte
Die Kirche war ehemals eine Filialkirche der Pfarrei Oberauerbach, die wiederum dem Kloster Rottenbuch einverleibt war. Die finanziellen Mittel für den Bau der ersten Kapelle St. Sebastian, dessen Grundsteinlegung 1483 war, stammten vom Kloster Rottenbuch. Der spätgotische Kirchturm des vorhandenen Kirchenbaues stammt noch aus dieser Zeit. Der übrige Kirchenbau wurde im späten 17. oder im frühen 18. Jahrhundert errichtet. Das Kreuzgratgewölbe im Chor wurde in späterer Zeit (18. oder 19. Jahrhundert) im Stil einer Stichkappentonne verändert, ebenso wurde das Langhaus mehrfach umgestaltet und erweitert. Aus dem Jahr 1828 ist ein Kostenvoranschlag für Bauarbeiten an der Kirche erhalten. Im Jahr 1855 wurde die Kirche verschönert und neu ausgemalt, sowie die Altäre vergoldet und mit neuen Gemälden ausgestattet.
1861 wurde die Expositur errichtet. Umfangreichere Veränderungen wurden 1878 durchgeführt. In diesem Jahr wurde die Kirche in Richtung Westen verlängert, sowie die Sakristei und das Vorzeichen angebaut und der Eingang an die Westseite verlegt.
Während einer Restaurierung 1886 wurde ein neuer Hochaltar mit viersäuligem Ziborium sowie eine neue Kanzel von Schreiner Xaver Vogg aus Mindelheim geschaffen. Der Hochaltar und die Kanzel wurden von Franz Xaver Holzbauer, ebenfalls aus Mindelheim, gefasst.
In den Jahren 1922/23 wurde im Zuge einer umfangreichen Renovierung unter Leitung des Augsburger Architekten Karl Kurz der Altar von 1886 entfernt und die Nische im Chorscheitel freigelegt. In dieser Nische wurde eine von Carl Bauer aus München geschaffene Terrakottafigur des heiligen Sebastian aufgestellt. Neue Deckenbilder mit expressionistischen Anklängen von Josef Bergmann aus München stammen ebenfalls aus dieser Zeit.
Weitere Umbauten erfolgten 1946/47 durch den Architekten Josef Ruf aus Mindelheim, wobei das Langhaus zur Basilika umgebaut und in Richtung Westen verlängert wurde. Eine neue Holzdecke wurde unter dem Langhausplafond eingezogen, deren Felder mit Malereien von Josef Wiedenmann aus Mindelheim gestaltet sind. Die Malereien an der Decke des Chores, wie auch der Kanzel stammen von Willibald Diernhöfer aus München. Sowohl die Figur des heiligen Sebastian am Hochaltar und die des heiligen Wendelin am rechten Seitenaltar stammen von Franz Hoser aus Günzburg.

## Orgeln
Die von Ottmar Sauter aus Mindelheim 1858 auf der neu errichteten Empore installierte Orgel wurde 1886 von Steinmeyer aus Oettingen ersetzt. Die Gebrüder Hindelang aus Ebenhofen fertigten die Orgel von 1958.

## Baubeschreibung

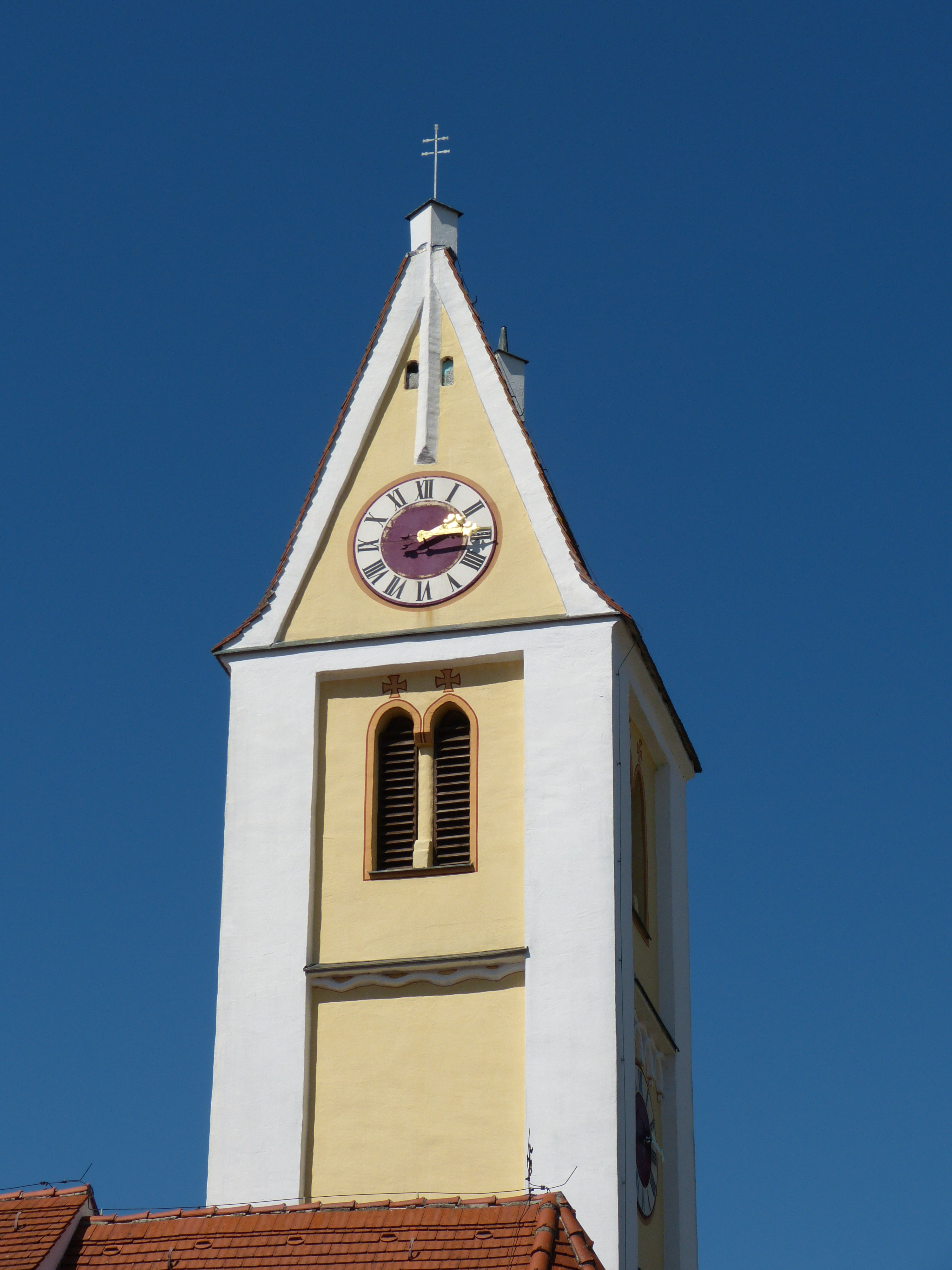
Turmspitze von St. Sebastian, Stetten

Das Langhaus der Kirche wurde völlig modernisiert. Pläne des Pfarrarchivs von 1874 zeigen noch ein Langhaus mit vier Fensterachsen und Rundbogenfenstern. Das Portal befand sich damals an der Südseite und im Vorzeichen eine Kerkernische. Alte Bausubstanz weist das 1878 verlängerte Mittelschiff im Kern auf. Dieses wurde 1946/47 durch gefasste Rundbogenarkaden an die beiden, im Vergleich zum Langhaus halbhohen, Seitenschiffe verbunden. Rundbogenfenster befinden sich im Obergaden des Mittelschiffs, die Seitenschiffe besitzen dagegen Kreisfenster. Die Empore ist Innen an der Westwand angebaut, dahinter befindet sich ein neu errichteter Umgang, der durch drei Arkaden mit dem Mittelschiff verbunden ist. An das Langhaus schließt sich durch den einspringenden, halbrund geschlossenen Chorbogen, der eingezogene Chor mit Fünfachtelschluss an. Im Scheitel des Chores ist eine barocke Muschelnische angebracht, die eine moderne Figur des heiligen Sebastian enthält. Die beidseitig vorhandenen Rechtecktüren führen im Norden in den Kirchturm und im Süden in die Sakristei.
Ein profiliertes Traufgesims mit Karnies befindet sich außen am Chor, ebenso am Mittelschiff des Langhauses. An das mit einem Satteldach gedeckte Mittelschiff, schließen sich beidseitig die mit einem Pultdach halbhohen Seitenschiffe an. An der Nordseite des Chores erhebt sich der spätgotische Kirchturm. Dieser besitzt im Erdgeschoss ein Kreuzgratgewölbe. Der quadratische Kirchturm besitzt ab dem zweiten Obergeschoss Ecklisenen. Die Geschosse sind durch sich überschneidende Rundbogenfriese gegliedert. Gekuppelte Spitzbogenarkaden befinden sich am obersten Geschoss. Der Kirchturm ist mit einem Quersatteldach gedeckt. An beiden Giebelseiten des Kirchturms befinden sich Ziffernblätter. Aus diesem Grund ist der vertikale, keilförmige Mittelpfosten nicht mehr durchgängig vorhanden. Auf der Südseite des Chores wurde 1878 die zweigeschossige Sakristei mit Pultdach errichtet.

## Ausstattung

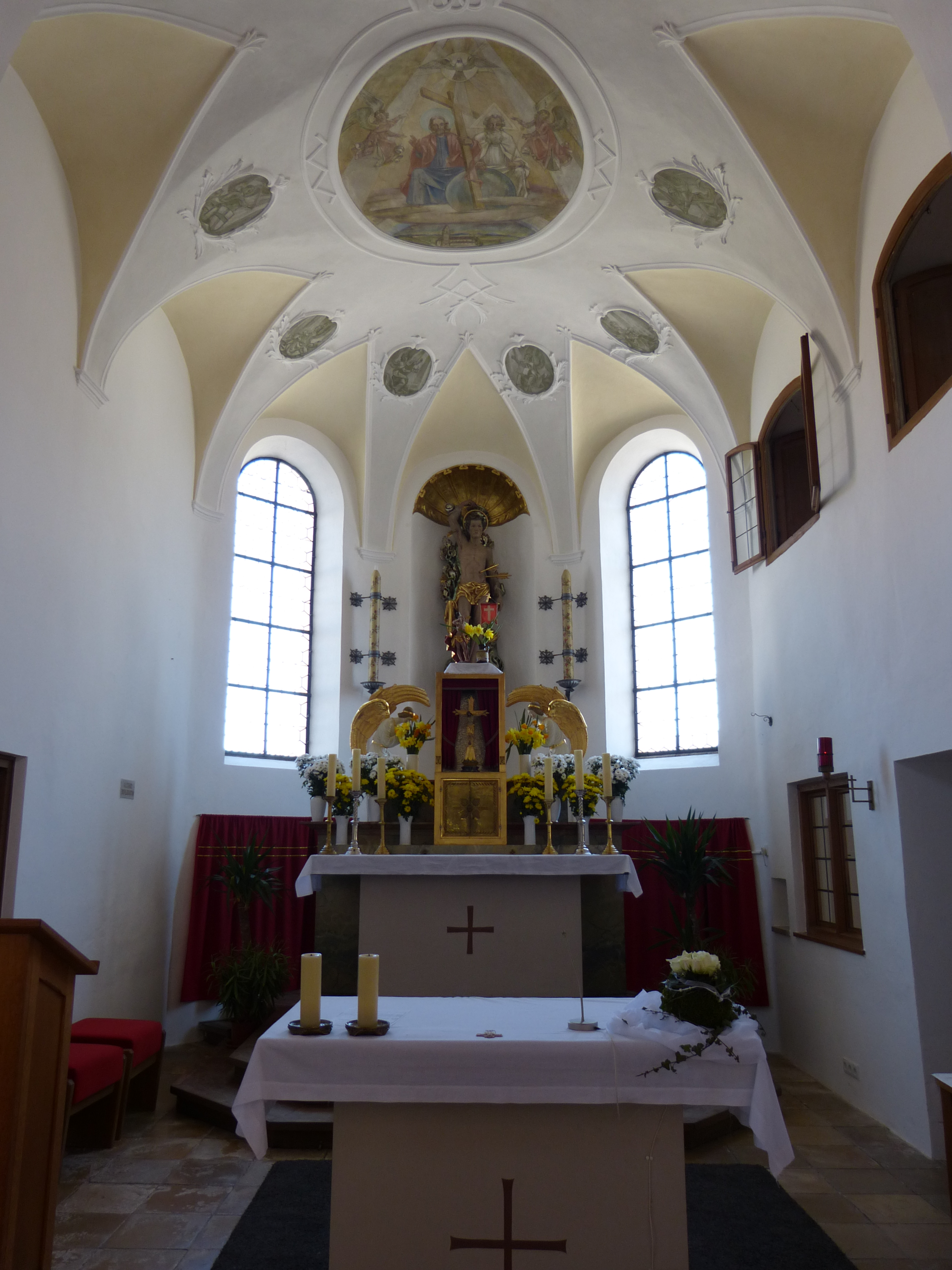
Hochaltar von St. Sebastian

Die Ausstattung der Kirche ist modernen Ursprungs. Der Stuckdekor am Chorgewölbe stammt von 1922/1923. Das Fresko mit der Darstellung der Dreifaltigkeit wurde von W. Diernhöfer 1945/46 geschaffen, ebenso die sechs kleinen Zwickel mit Engelsdarstellungen in grüner Tonmalerei. Die Bilder der Langhausdecke stammen von J. Wiedenmann und W. Diernhöfer und zeigen Szenen aus dem Leben des heiligen Sebastian.
Am linken Seitenaltar befindet sich eine gefasste Muttergottesfigur aus der Zeit um 1480. Des Weiteren sind in der Kirche noch ein Kruzifix um 1520, sowie darunter eine Mater Dolorosa aus der Mitte des 18. Jahrhunderts vorhanden. Das Vortragekruzifix stammt ebenfalls aus der Mitte des 18. Jahrhunderts, wie auch die Figur des heiligen Josef und der Kerkerheiland. Letzterer befindet sich nach dem Umbau in einer neuen Nische im Westteil der Kirche.